# Ibn Tufayl
’Abū-Bakr Muhammad bin ‘Abd al-Malik bin Muhammad bin Muhammad bin Tufayl al-Qaysi (n. 1105 - d. 1185), cunoscut în latina medievală sub numele de Abentofal sau Abubacer, este unul din marii gânditori arabi andaluzi alături de alte nume precum Ibn Rușd (Averroes), Ibn 'Arabi etc. 

## Viața
Ibn Tufayl s-a născut la Wadi-’Aș (Cadiz), în provincia Cadiz din Andaluzia, în jurul anului 1105. Studiază medicina, matematica, filosofia, astronomia, precum și limba și literatura arabă, Este menționat de contemporanii săi mai ales ca medic, filosof și poet. Pentru o vreme lucrează ca medic în Granada, după care devine sfetnic al guvernatorului acestei provincii. Se mută, apoi, la Marrakech unde devine vizir și medic al celui de-al doilea suveran din dinastia almohazilor, ’Abū -Ya‘qūb Yūsuf (1163-1184).
În 1182, îi oferă locul său, de medic de curte, discipolului său Ibn Rușd (Averroes).
Moare în 1185.

## Opera
Opera lui Ibn Tufayl s-a pierdut în cea mai mare parte. Se spune că ar fi scris poeme ce însumează circa șapte mii de versuri, de asemenea, un tratat despre suflet Risalat fi al-nafs (Epistolă despre suflet), precum și un tratat de medicină Rajaz fi at-tibb (Rajaz în medicină). 
Singura carte rămasă de la Ibn Tufayl este Hayy bin Yaqzan ‘aw min ‘asrar al-hikma al-mașriqiyya (Hayy bin Yaqzan sau despre tainele înțelepciunii răsăritene), considerată a fi una dintre cele mai desăvârșite piese de literatură arabă, deopotrivă, operă beletristică și operă mistico-filosofică.  

## Hayy bin Yaqzan
Hayy bin Yaqzan (Cel viu fiul Celui treaz) este povestea unui om care crește singur, pe o insulă pustie, din fragedă pruncie până la adânci bătrâneți. Hayy bin Yaqzan începe cunoașterea lumii de la stadiul de beznă. Încetul cu încetul, el descoperă diversele laturi ale acestei lumi, ajungând să înțeleagă manifestările diferite ale materiei în cele trei regnuri, mineral, vegetal și animal. Datorită hazardului, Hayy bin Yaqzan își dă seama de existența sufletului, atunci când mama lui adoptivă, gazela, moare, iar trupul ei inert îl duce cu gândul că ceva trebuia să fi animat acel trup. Încet, pornind de la această descoperire, și întrebându-se asupra rostului acestei lumii, intuiește necesitatea existenței unui Creator pe care îl denumește Al-mawjūd al-wajib al-wujūd (Existentul necesar existenței) și cu care stabilește o legătură spirituală. Ajuns la această ultimă treaptă a evoluției sale spirituale, înțelege că există o legătură calitativă între lucrurile din lumea percepută prin simțuri și cele din lumea care nu poate fi percepută senzorial. Calitățile tuturor lucrurilor din lumea perceptibilă conduc la cunoașterea lucrurilor din lumea imperceptibilă și vice-versa. Astfel, prin ascensiunea către lumea imperceptibilă, el dobândește știința perceptibilului, după cum prin intuiție asupra perceptibilului, reușește să pătrundă imperceptibilul. Prin reflecțiile sale asupra naturii și stărilor propriei sale ființe, înțelege esența umană, strădania acesteia de a atinge desăvârșirea divină. Intuind teofania universală, realizează că întreaga ființă vine de la Unul, că aceasta îmbracă o formă materială de care apoi se leapădă, întorcându-se iarăși la Unul, Existentul necesar existenței.

## Hayy bin Yaqzanîn cultura europeană
Ibn Tufayl nu a influențat numai gândirea arabă islamică, fie direct prin opera sa, fie indirect prin discipolul său Averroes, ci și gândirea altora. Un exemplu în acest sens este marele erudit iudeu andaluz, Maimonide (Moșe ben Maimon, 1134-1204), care în lucrarea More nebuchim (Călăuza celor rătăciți) care face dese referiri la această operă a lui Ibn Tufayl. 
Hayy bin Yaqzan este citat în operele lui Albert cel Mare (Albertus Magnus) (1207-1280) și în lucrarea Contra Gentiles a lui Toma de Aquino (1225-1274) .
Reflexe ale lucrării Hayy bin Yaqzan - care circula în diverse versiuni latine – se regăsesc la filosoful francez, René Descartes (1596-1650), cu precădere în cunoscuta sa teorie cu privire la conștiința de sine a eului (Cogito ergo sum).
De asemenea,  filosoful Baruch Spinoza (1632-1677) este influențat de Hayy bin Yaqzan  în Capitolul V din Etica - De potentia intellectus, seu de libertate humana – unde apar o serie de idei deja enunțate de Ibn Tufayl cum ar fi aceea că Dumnezeu este substanța universală și că toate lucrurile existente nu ar fi altceva decât manifestări ale acesteia. 
De asemenea, un alt mare filosof, reprezentantul cel mai de seamă al Iluminismului german, Gottfried Wilhelm Leibniz (1646-1716), și-a exprimat admirația față de Hayy bin Yaqzan, căruia i-a acordat un interes deosebit.
Nu numai partea spirituală a acestei opere a fost fructificată de a lungul vremii în diverse culturi, ci și partea materială, lumească, care a fost sursa de inspirație pentru celebrul roman de aventuri a lui Daniel Defoe, Robinson Crusoe (1719) și a operei lui Rudyard Kipling, Cartea Junglei.